# Linzhausenstraße 18/20

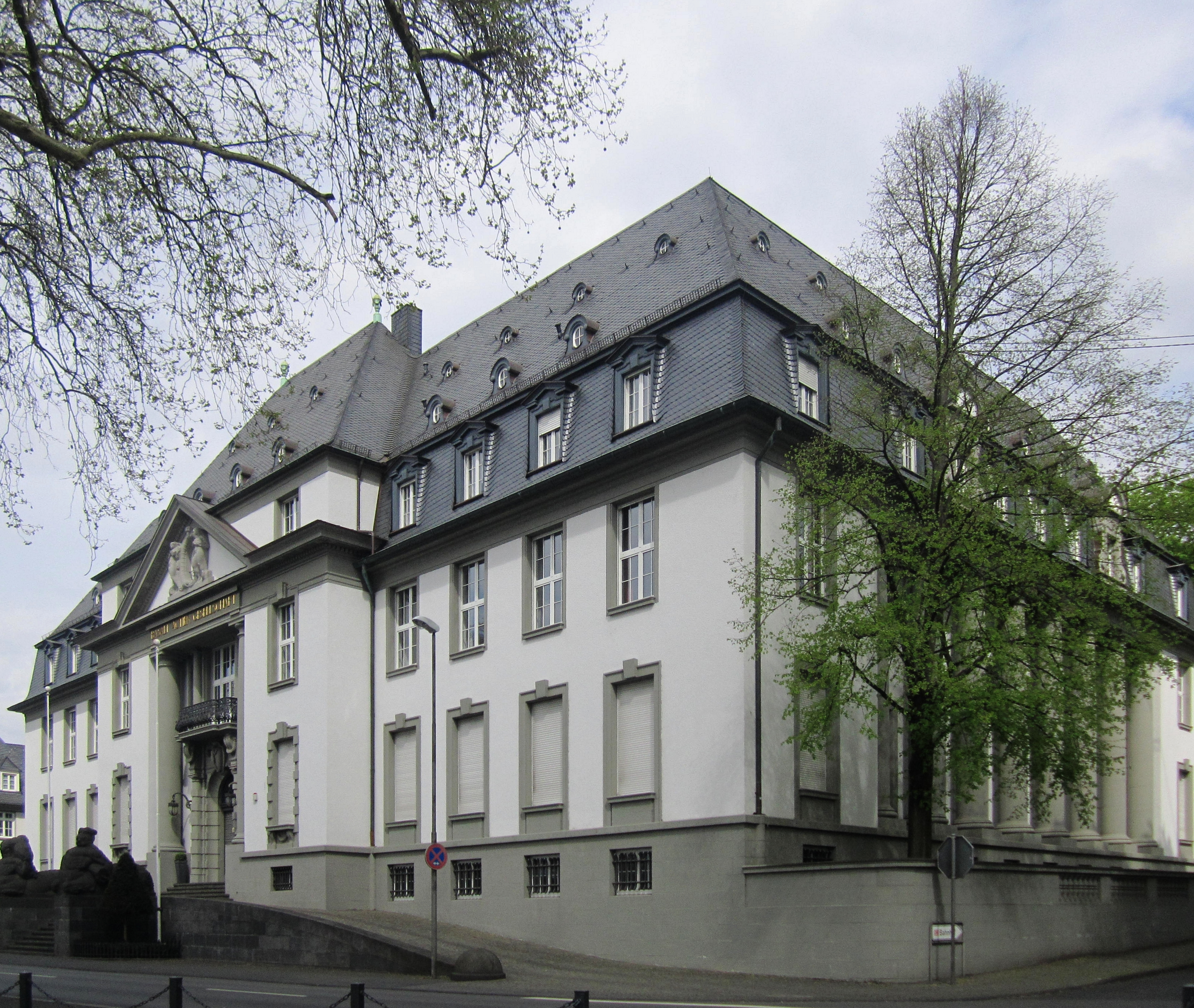
Verwaltungsgebäude der Basalt AG, Linzhausenstraße 18/20 (2014)

Das Gebäude Linzhausenstraße 18/20 in Linz am Rhein, einer Stadt im rheinland-pfälzischen Landkreis Neuwied, ist das Verwaltungsgebäude der Basalt AG. Es wurde Anfang der 1920er-Jahre errichtet und steht als Kulturdenkmal unter Denkmalschutz.

## Lage
Das Gebäude liegt nordwestlich des Stadtzentrums nahe dem Rheinufer, an der Ostseite der Linzhausenstraße (Bundesstraße 42) und der Nordwestseite des Bahnhofsplatzes (Bahnhof Linz (Rhein)).

## Geschichte

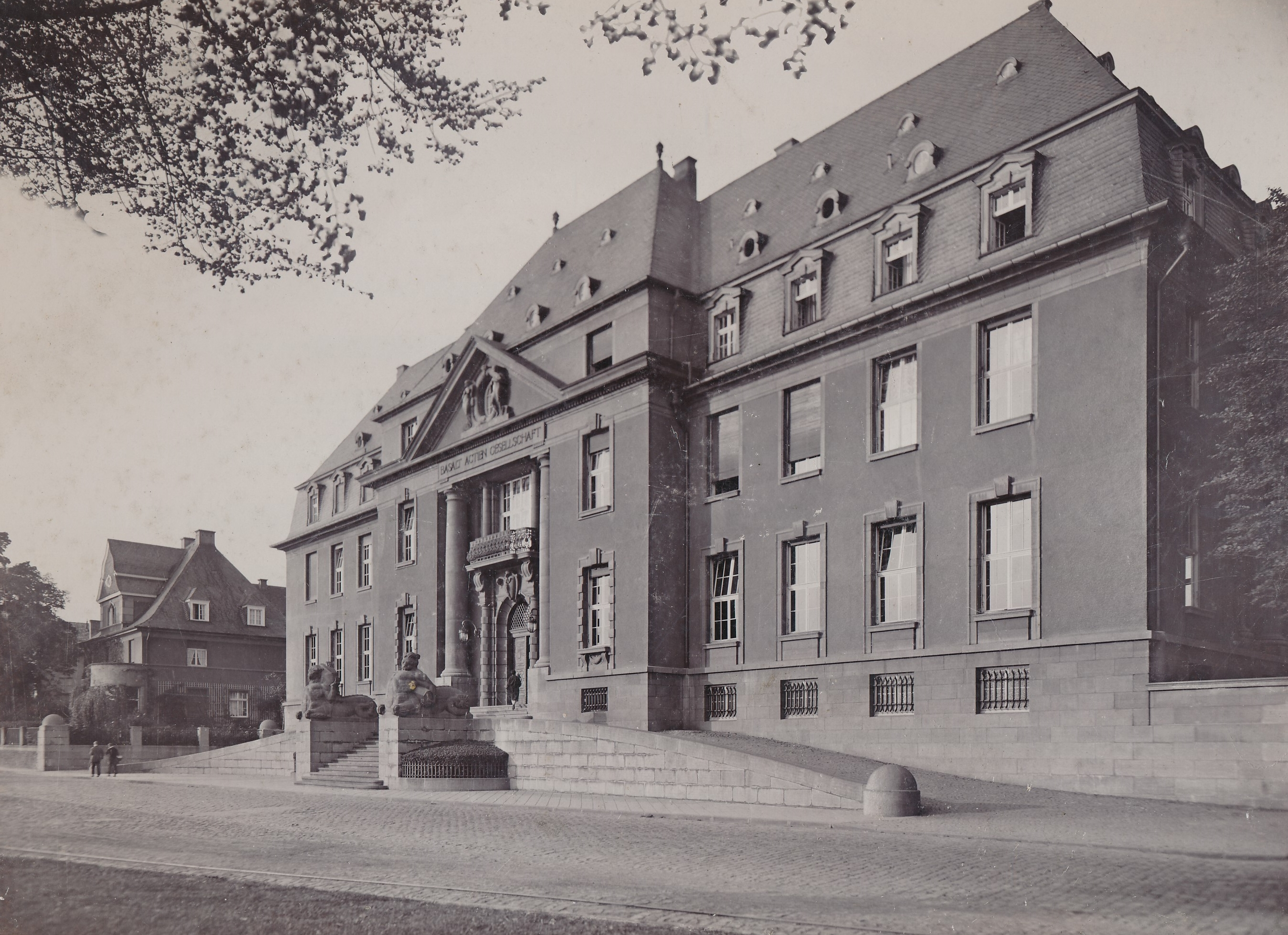
Basalt AG Hauptverwaltung, ca. 1940

Das Gebäude entstand von 1920 bis 1922/23 anstelle eines Vorgängerbaus als repräsentatives Verwaltungsgebäude für die in Linz ansässige Basalt AG, das seinerzeit größte Unternehmen der Region, nach einem Entwurf des Architekturbüros Mattar & Scheler (Heinrich Mattar und Eduard Scheler). Die Planungen für den Neubau stammten bereits aus der Zeit vor dem Ersten Weltkrieg und waren durch diesen unterbrochen worden. Die Bauplastik im Inneren und Äußeren schuf der Kölner Bildhauer Georg Grasegger, die schmiedeeisernen Arbeiten wurden von dem Kölner Kunstschmied Heinrich Hecker ausgeführt. Mattar und Scheler entwickelten sich spätestens mit diesem Bauprojekt zu Haus- bzw. Vertragsarchitekten der Basalt AG.
Heute dient das Gebäude weiterhin als Sitz der Basalt AG und nimmt zusätzlich auch die Zentrale der DEUTAG GmbH & Co. KG auf.

## Architektur
Das Gebäude lässt sich stilistisch dem Neobarock zurechnen. Es ist zwei- bis dreigeschossig und umfasst auf der zum Rhein hin ausgerichteten Eingangsseite elf Fensterachsen, von denen vier auf einen giebelbekrönten Mittelrisalit entfallen. Nach oben hin wird das Gebäude von einem hohen Mansarddach abgeschlossen, das im Mittelrisalit zu einem Walmdach mit Attikageschoss ausgeprägt ist. Als Baumaterial für die Außenfassaden diente Basaltin, ein von der Basalt AG selbst produzierter Kunststein.

### Mittelrisalit

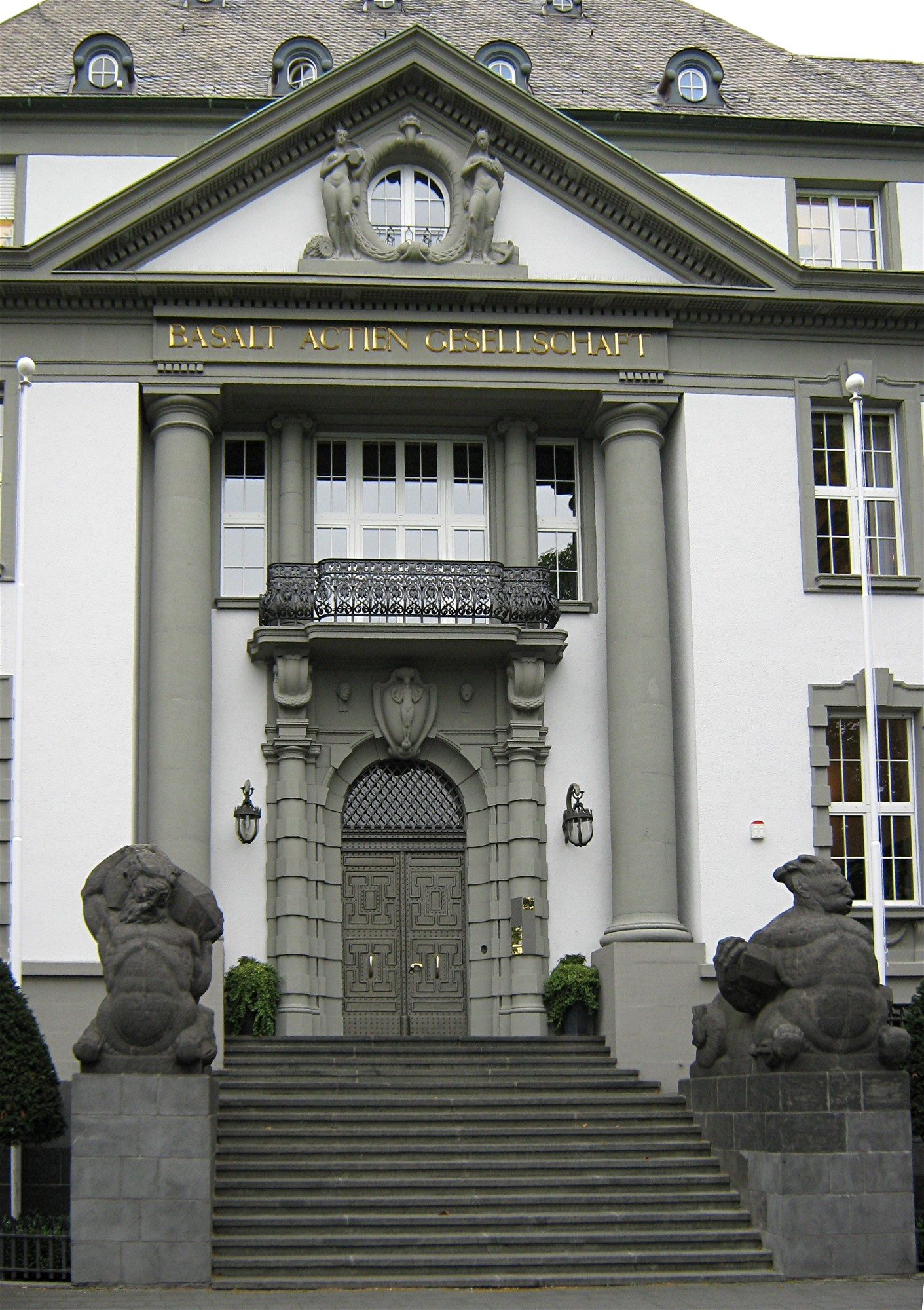
Eingangsportal

Der Mittelrisalit nimmt einen monumentalen, schlossartigen Charakter an mit einer vorgelagerten, von zwei Tritonen (ebenfalls aus Basaltin) flankierten Freitreppe und Rampen sowie einem von Kolossalsäulen eingerahmten Portal. Es besitzt ein reich verziertes Eisentor und wird von runden Pilastern mit horizontaler Bänderung begrenzt, auf denen Konsolen als tragende Elemente eines darüberliegenden Balkons ruhen. Der obere Abschluss des Portals enthält eine Kartusche, die eine allegorische Figur und ein Füllhorn zeigt. Der Balkon weist ein reich verziertes, geschwungenes Eisengeländer auf. Im Giebel öffnet sich ein ellipsenartiges Fenster, das von zwei weiblichen Skulpturen gerahmt wird.

### Südostseite
Die, zum Bahnhof gelegene, Südostfassade ist vertikal ausgerichtet mit acht Rundpfeilern, die über beide Geschosse reichen. In der Mitte bestehen drei Balkone mit schmiedeeisernen Gittern. Der Dachbereich verfügt über drei Fenster- bzw. Gaubenreihen. Im Mansardgeschoss wechseln mit gesprengten Dreiecksgiebeln versehene Fenster und zwei von Voluten gerahmte und nach oben hin mit großen Segmentbogenkrönungen abgeschlossene Fester einander ab. Die oberen zwei Reihen beinhalten Dachgauben von nach oben hin abnehmender Größe, die ebenfalls einen geschwungenen Abschluss aufweisen und über bullaugenartige Fensteröffnungen verfügen. Das Grundstück wird auf der Südostseite von einer Balustrade begrenzt.

### Innenausstattung
Die Treppen, Brüstungen und Säulen sind wie wesentliche Teile des Außenbaus in Basaltin gegossen und – ebenso die Türrahmen, Sockelleisten, Heizungsverkleidungen und die die Deckengurte abschließenden Konsolen – mit einem roten, polierten sowie marmorartig erscheinenden Kunststein der Berliner Firma Gebr. Friesicke überzogen.
Der ovale Sitzungssaal im Obergeschoss des rheinseitigen Mittelrisalits nimmt ein Deckenbild des Münchner Malers Julius Mössel mit der Darstellung eines Sternbilderhimmels auf, das 2006 wiederentdeckt wurde. Es ist etwa 8 m × 4,60 m groß und zeigt die Sternbilder der nördlichen Halbkugel im späten Februar als Gegenstände sowie Tier- und Menschenwesen und ist asymmetrisch in bunten Farben gestaltet. Das Gemälde gilt als letzte große architekturgebundene Malerei Mössels vor dessen Auswanderung in die Vereinigten Staaten im Jahre 1926 sowie als von hohem kunstgeschichtlichen und künstlerischen Wert. Auch zwei Supraportengemälde in dem Saal lassen sich auf Mössel zurückführen, von denen eines die Landschaft um Ockenfels bei Linz und das andere das Rheinpanorama der Stadt mit dem Verwaltungsgebäude der Basalt AG und einem Lastschiff zeigt.

„[Die Basalt AG hatte] ab 1920 den Bau einer neuen Verwaltung betrieben, in dem alle Register der Repräsentation und der Werbung in der Verwendung eigener Basaltprodukte gezogen wurden. Mattar & Scheler entwickelten einen Bau, der sich (…) fast schlossartig (…) gibt. Er folgt damit einerseits barocken, rheinischen Vorbildern wie dem Koblenzer Schloss, knüpft aber auch an den gerade von Kaiser Wilhelm II. bei Repräsentationsbauten favorisierten Neubarock an.“